# Димитър Радев (банкер)
Вижте пояснителната страница за други личности с името Димитър Радев.
Димитър Радев е български икономист, управител на Българската народна банка от 14 юли 2015 г.
Магистър по икономика – завършил е специалност „Финанси и кредит“ в УНСС. Специализира в Института по външни отношения на Джорджтаунския университет, Вашингтон (1994).
Димитър Радев има 21-годишна кариера в Министерството на финансите. Бил е заместник-министър в шест правителства след 1991 г. От 14 години работи в МВФ, ръководи мисии в сферата на управлението на публичните финанси в над 20 страни от Европа, Близкия изток, Централна Азия и Африка.
Постъпва в Министерството на финансите, дирекция „Финанси на областите и общините“ през 1980 г., става главен директор на управление „Бюджет“. По-късно е заместник-министър на финансите в 6 правителства след 1991 г.
Бил е 3 години член на Надзорния съвет на Търговска банка „Експресбанк“ и на Административния съвет на Банката за развитие на Съвета на Европа (1995-2002), както и неин заместник-председател от 1998 г. Съветник е в Международния валутен фонд.